# Frank Soo
Frank Soo（1914年3月8日—1991年1月25日），出生在英國巴克斯頓，父亲是中国人，母亲是英国人。在1942到1945年期间，他代表英格兰国家足球队出场9次，成為英格兰国家足球队历史上第一位非白人球员，亦是至今唯一華裔英格蘭國腳。除此之外，他也是首位在英格蘭足球系統中有出場紀錄的華裔球員。
Frank Soo初出道時以內左鋒的位置開始他的職業生涯，不過後來他在半後衛的位置上更為出色。作為一名速度快且智慧型的球員，他的傳球技術出色。他在利物浦長大並在普雷斯科特纜線開始他的足球生涯，之後在1933年1月以400英鎊的轉會費加入斯托克城。他在1933年11月首次代表一隊出賽，並在1935-36年賽季成為主力球員。不過他足球生涯的黃金時期被第二次世界大戰所奪去，只能在英國皇家空軍服役期間代表斯托克城和英格蘭出場。1945年9月，他以4,600英鎊的轉會費被賣給莱斯特城，然後在10個月後以5,000英鎊的價格轉會到卢顿。1948年5月，他加入南部聯賽的燦斯福特城，並在兩個賽季後退役。
Soo退役後轉任教練工作，並在1950年代和1960年代初在歐洲的幾家俱樂部擔任教練。他在1949年短暫地在芬蘭HPS赫爾辛基擔任教練，然後在1950-51年賽季擔任聖奧爾本斯城的主教練。1951年4月，他被任命為意大利帕多瓦的總教練，但在他的妻子突然去世後的11個月內離開球會。他在1952年夏季奧運會上擔任挪威国家足球队教練，然後在1952-53年賽季帶領埃斯基爾斯蒂納從瑞典第三級聯賽升級；1953年加盟厄勒布鲁然後在1954-55年賽季帶領佐加頓斯贏得瑞典超級足球聯賽冠軍，然後他回到低級聯賽加入奧迪沃特，在1955-56年賽季帶領該隊從瑞典第四級別聯賽升級。他在1958年在AIK擔任教練，然後在1959年6月回到英格蘭執教斯肯索普。在1959-60年賽季，他帶領斯肯索普在英冠聯賽中獲得第15名，然後在1960年5月辭職。從那以後，分別在奥斯陆弗里格、IFK斯德哥爾摩、費德列斯達和AB哥本哈根短期擔任主教練。

## 球員生涯
Frank Soo出生於英國巴克斯頓，在利物浦長大。
於1933年加盟英格蘭乙組足球聯賽球隊斯托克城，協助球隊升上英格蘭甲組足球聯賽，合共踢了173场联赛。在1945年9月，Soo追隨領隊湯·馬達加盟莱斯特城，轉會費4,600英鎊。其後以5,000英镑转会到盧頓。在1945到1947年期间，他踢了78场联赛和足总杯的比賽。1950年於燦斯福特城結束其球員生涯。
2016年，英國女作家蘇珊·加迪納（Susan Gardiner）撰寫的傳記《The Wanderer: The Story of Frank Soo》出版。

## 執教生涯
Frank Soo退役后在芬蘭球會HPS赫爾辛基展開教練生涯，後來於1951年4月開始在意大利球會帕多瓦，1951-52年度球季結束後，因球會降班被解僱。其後，擔任挪威國家足球隊教練，帶領挪威參加赫爾辛基奧運，亦曾短時間兼任瑞典教練，也執教過瑞典球會埃斯基爾斯蒂納、奧雷布洛、佐加頓斯、奧迪沃特、AIK。其中曾帶領佐加頓斯贏得瑞典聯賽冠軍。
到了1959年，Soo返回英格蘭擔任領隊，一年後改任聖奧爾本斯城足球會領隊。之後重返瑞典球壇。

## 国际比赛
1942年5月9日: 威尔士 1 - 0 英格兰 (Ninian Park, 加的夫，观看人数：30,000)
1943年9月25日: 英格兰 8 - 3 威尔士 (Wembley Stadium, 伦敦，观看人数；80,000)
1944年4月22日: 苏格兰 2 - 3 英格兰 (Hampden Park, 格拉斯哥，观看人数：133,000)
1944年9月30日: 法国 0 - 5 英格兰 (Parc des princes, 巴黎，观看人数：30,000)
1944年10月1日: 比利时 0 - 3 英格兰 (Stade du Daring Club, 布鲁塞尔，观看人数：28,000)
1944年10月14日: 英格兰 6 - 2 苏格兰 (Wembley Stadium, 伦敦，观看人数：90,000)
1945年2月13日: 英格兰 3 - 2 苏格兰 (Villa Park, 伯明翰，观看人数：65,780)
1945年4月14日: 苏格兰 1 - 6 英格兰 (Hampden Park, 格拉斯哥，观看人数：133,000)
1945年5月26日: 英格兰 2 - 2 法国 (Wembley Stadium, 伦敦，观看人数：65,000)
1945年7月21日: 瑞士 3 - 1 英格兰 (Neufeld Stadion, 伯尔尼，观看人数 35,000) (非官方国际比赛- 瑞士足总50周年纪念)
1945年9月15日: 北爱尔兰0 - 1 英格兰 (Windsor Park, 贝尔法斯特，观看人数：45,061)
1945年10月20日: 英格兰 0 - 1 威尔士 (The Hawthorns, 伯明翰，观看人数：54,611)